# Вашингтонський кореспондент
«Вашингтонський кореспондент» (рос. «Вашингтонский корреспондент») — білоруський радянський художній фільм 1972 року режисера Юрія Дубровіна.

## Сюжет
Телесеріал. Політичний памфлет.

## У ролях
- Всеволод Сафонов
- Ельза Леждей
- Володимир Еренберг
- Гірт Яковлевс
- Борис Зайденберг
- Зінаїда Славіна
- Валентина Титова
- Станіслав Байков
- Микола Бріллінг
- Аудріс Хадаравічюс
- Гедімінас Карка
- Всеволод Платов

## Творча група
- Сценарій: Іван Менджерицький
- Режисер: Юрій Дубровін
- Оператор: Ігор Ремішевський
- Композитор: